# Saint-Aubin-le-Dépeint
Saint-Aubin-le-Dépeint és un municipi francès, situat al departament de l'Indre i Loira i a la regió de Centre – Vall del Loira. L'any 2007 tenia 344 habitants.

## Demografia

### Població
El 2007 la població de fet de Saint-Aubin-le-Dépeint era de 344 persones. Hi havia 146 famílies, de les quals 46 eren unipersonals (38 homes vivint sols i 8 dones vivint soles), 50 parelles sense fills, 46 parelles amb fills i 4 famílies monoparentals amb fills.
La població ha evolucionat segons el següent gràfic:
Habitants censats

### Habitatges
El 2007 hi havia 185 habitatges, 147 eren l'habitatge principal de la família, 19 eren segones residències i 20 estaven desocupats. 183 eren cases i 2 eren apartaments. Dels 147 habitatges principals, 110 estaven ocupats pels seus propietaris, 34 estaven llogats i ocupats pels llogaters i 2 estaven cedits a títol gratuït; 10 tenien dues cambres, 39 en tenien tres, 41 en tenien quatre i 57 en tenien cinc o més. 130 habitatges disposaven pel capbaix d'una plaça de pàrquing. A 59 habitatges hi havia un automòbil i a 70 n'hi havia dos o més.

### Piràmide de població
La piràmide de població per edats i sexe el 2009 era:
| Homes | Edats   | Dones |
| ----- | ------- | ----- |
| 0     | 95 o +  | 0     |
| 0     | 90 a 94 | 0     |
| 0     | 85 a 89 | 4     |
| 0     | 80 a 84 | 0     |
| 16    | 75 a 79 | 12    |
| 8     | 70 a 74 | 20    |
| 0     | 65 a 69 | 8     |
| 12    | 60 a 64 | 0     |
| 4     | 55 a 59 | 16    |
| 28    | 50 a 54 | 4     |
| 8     | 45 a 49 | 12    |
| 12    | 40 a 44 | 8     |
| 12    | 35 a 39 | 20    |
| 4     | 30 a 34 | 8     |
| 16    | 25 a 29 | 12    |
| 4     | 20 a 24 | 4     |
| 4     | 15 a 19 | 16    |
| 16    | 10 a 14 | 12    |
| 16    | 5 a 9   | 20    |
| 8     | 0 a 4   | 0     |

## Economia
El 2007 la població en edat de treballar era de 218 persones, 166 eren actives i 52 eren inactives. De les 166 persones actives 148 estaven ocupades (85 homes i 63 dones) i 18 estaven aturades (5 homes i 13 dones). De les 52 persones inactives 18 estaven jubilades, 13 estaven estudiant i 21 estaven classificades com a «altres inactius».

### Ingressos
El 2009 a Saint-Aubin-le-Dépeint hi havia 141 unitats fiscals que integraven 332 persones, la mediana anual d'ingressos fiscals per persona era de 14.668 €.

### Activitats econòmiques
Dels 15 establiments que hi havia el 2007, 6 eren d'empreses de construcció, 4 d'empreses de comerç i reparació d'automòbils, 2 d'empreses d'hostatgeria i restauració, 1 d'una empresa immobiliària i 2 d'empreses de serveis.
Dels 9 establiments de servei als particulars que hi havia el 2009, 1 era un taller de reparació d'automòbils i de material agrícola, 1 guixaire pintor, 2 fusteries, 2 lampisteries, 2 restaurants i 1 agència immobiliària.
L'any 2000 a Saint-Aubin-le-Dépeint hi havia 21 explotacions agrícoles que ocupaven un total de 992 hectàrees.

## Equipaments sanitaris i escolars
El 2009 hi havia una escola elemental integrada dins d'un grup escolar amb les comunes properes formant una escola dispersa.

## Poblacions més properes
El següent diagrama mostra les poblacions més properes.